# Lagothrix lugens
La scimmia lanosa colombiana o lagotrice colombiana (Lagothrix lugens Elliot, 1907) è un primate platirrino della famiglia degli Atelidi.
Veniva un tempo considerata una sottospecie di Lagothrix lagotricha (L. lagotricha lugens).

## Distribuzione
Con tre popolazioni separate, vive lungo il medio corso del Rio Magdalena, in Colombia e Venezuela. Predilige le aree di foresta pluviale primaria continua.

## Descrizione

### Dimensioni
Misura circa un metro e venti di lunghezza (di cui metà spetta alla lunga coda), per un peso che raggiunge i 7 kg, ma può anche sfiorare i 10.

### Aspetto
Il pelo può avere vari colori, dal grigio al bruno al nero: alcuni esemplari possono presentare testa, fianchi e coda più scuri rispetto al resto del corpo. Non è infrequente trovare esemplari di vari colori all'interno dello stesso gruppo.

## Biologia
Vive in gruppi che contano fino a 50 individui, formati da numerosi gruppi familiari, ciascuno dei quali è comandato da un maschio. Rispetto a Lagothrix lagotricha, i gruppi, per quanto grandi, non hanno tendenza a separarsi durante il giorno, anche se i vari maschi si alimentano ciascuno su un proprio albero, lasciando alimentare con loro solo determinate femmine e scacciandone altre.

### Alimentazione
Si nutrono principalmente di frutta, ma non disdegnano di integrare la propria dieta con foglie, fiori ed a volte anche insetti: questo probabilmente è dovuto al bisogno di evitare un'eccessiva competizione intraspecifica ed un'eccessiva pressione sugli alberi da frutto.

Nel loro habitat sono simpatriche con numerose altre specie, come alcune scimmie urlatrici, scimmie ragno e cebi cappuccini: reagiscono generalmente in modo aggressivo a questi competitori per il cibo, scacciandoli, mentre è molto raro che questi ultimi siano aggressivi nei confronti delle scimmie lanose.